# Clément Russo
Clément Russo (* 20. Januar 1995 in Lyon) ist ein französischer Radrennfahrer.

## Werdegang
Russo begann den Radsport mit Querfeldeinrennen. 2017 unterzeichnete er einen Vertrag bei Team Fortuneo-Samsic für zwei Jahre ab 2018. Seine ersten nennenswerten Ergebnisse konnte er 2018 einfahren. In diesem Jahr wurde er 9. bei der La Poly Normande. 2020 startete erstmalig bei der Tour de France, welche er als 133. beendete. 2021 verlängerte er seinen Vertrag bei Team Fortuneo-Samsic bis zum Ende der Saison 2023.

## Erfolge

### Cyclocross
2012/2013
 Französischer Meister (Junioren)
 Europameisterschaften (Junioren)
2015/2016
 Französischer Meister (U23)

### Straße
2017
- Nachwuchswertung Tour de Beauce

2019
- Gesamtwertung Vuelta a la Comunidad de Madrid

## Grand-Tour-Platzierungen
| Grand Tour            | 2020 | 2021 | 2022 | 2023 | 2024 | 2025 |
| --------------------- | ---- | ---- | ---- | ---- | ---- | ---- |
| Giro d’ItaliaGiro     | –    | –    | –    | DNF  | –    | –    |
| Tour de FranceTour    | 133  | DNF  | –    | –    | 102  | 93   |
| Vuelta a EspañaVuelta | –    | –    | 116  | –    | –    |      |